# George London
George London (30 de Maio de 1920 - 24 de Março de 1985) foi um baixo-barítono canadense.
Nome de nascimento, George Burnstein, adotou o nome artístico de George London.
Depois de muitos concertos ao lado do tenor Mario Lanza e da soprano Frances Yeend como parte do Bel Canto Trio entre 1947 e 1948, London se tornou menro da Ópera do Estado de Viena, tendo sucesso a partir de 1949. Em 1950 ele cantou como solista na Sinfonia Nº8 de Mahler, com a condução de Leopold Stokowski.
Em 1951 ele fez sua estréia no Festival de Bayreuth no papel de Amfortas em Parsifal, se apresentando novamente nas décadas de 1950 e 1960 com o mesmo papel. Fez sua estréia no Metropolitan Opera em 1951 como Amonasro em Aida, cantou lá 270 vezes com papéis de baixo e baixo-barítono, em óperas como La Nozze di Figaro, Die Zauberflöte, Arabella, Tosca, Don Giovanni, Boris Godunov, Carmen, Parsifal, Tannhäuser, Les Tales d'Hoffmann, Pelléas et Mélisande eFaust.
De 1975 até 1977 foi o diretor geral da Ópera de Washington, atual Ópera Nacional de Washington.
Morreu devido a um ataque do coração em Armonk, Nova Iorque.